# Ronald Rutto
Ronald Kipchumba Rutto (né le 8 octobre 1987 dans le district de Marakwet) est un athlète kényan, spécialiste du fond et du steeple.